# Centre Cívic de Riudaura
El Centre Cívic de Riudaura és un centre cívic ubicat a Riudaura (Garrotxa) inclòs a l'Inventari del Patrimoni Arquitectònic de Catalunya. Inaugurat el 1999, va ser dissenyat per l'estudi RCR Arquitectes, pel qual van ser finalistes al Premi Mies van der Rohe 2001 d'arquitectura. Porta parcialment tancat des de 2003, per problemes estructurals.

## Descripció
Centre cultural situat en un solar a l'entrada de la població, en una topografia en depressió. El projecte responia a les necessitats dels veïns per tenir un espai on realitzar activitats culturals, de lleure i d'esport. Es tracta d'un edifici protegit per xapa metàl·lica, de planta rectangular amb dos volums de dimensions més reduïdes que sobresurten del cos central, amb coberta plana. Per tal d'adaptar-se al suau pendent del terreny, la construcció presenta dos nivells; l'accés principal es troba a la planta superior, amb una plaça al davant recoberta amb un paviment de formigó, basalt i planxes d'acer. En aquesta mateixa planta, els grans finestrals rectangulars situats al llarg de tota la façana aporten lluminositat a l'interior. Dues rampes cobertes a banda i banda de l'immoble uneixen l'accés principal amb la part posterior de l'immoble, on es troba l'àrea esportiva i el parc infantil. El projecte de centre cívic comptava amb sala d'exposicions, bar i una sala polivalent per ser utilitzada per a representar obres teatrals o acollir conferències, però mai ha acabat de funcionar com a tal.

## Història
La construcció inicial del centre cívic va costar més de 82 milions de pessetes (uns 495.000 euros), finançats amb els Plans Únics d'Obres i Serveis (PUOSC) que la Generalitat de Catalunya atorga als municipis per fer diferents obres. Inaugurat el febrer de 1999 amb presència del llavors alcalde d'Olot Pere Macias i diverses personalitats, l'edifici va ser nominat al Premi Mies van der Rohe 2001 d'arquitectura, quedant-ne finalista.
Des de llavors, però, l'edifici ha estat sempre un centre de polèmica. El 2003 es va haver de tancar per problemes estructurals, que incomplien la normativa per aquest tipus d'edificis. Des de llavors, la planta superior de l'edifici no ha tornat a obrir mai.
El juliol de 2009 va començar la primera fase d'una reforma, per arreglar la plaça del davant, que havia cedit i havia quedat enfonsada. Les obres es van licitar per un import de 234 mil euros, com a part d'un acord marc entre l'Institut Català del Sòl (INCASÓL) i el Departament de Cultura i Mitjans de Comunicació. L'actuació va consistir en la construcció de nous murs de contenció per assegurar el terreny sobre el qual està situada la plaça que dona a la façana principal del centre cívic. Amb la construcció d'aquests murs es va obrir una galeria subterrània per on passen el gruix dels serveis que l'edifici necessita per al seu funcionament com a centre cívic. L'arribada de la crisi va aturar les obres, que en una segona fase preveien millorar-ne les condicions acústiques, climàtiques, d'accessibilitat i seguretat i intervenir en la teulada.
El 2013 una de les plaques de ferro del sostre es va despendre mentre uns nens jugaven a pilota, sense provocar danys personals. El 25 de gener de 2015 una ventada va arrencar la teulada de l'edifici. La llavors alcaldessa de Riudaura Eulàlia Massana va proposar enderrocar l'edifici. El mateix any es va arreglar la planta subterrània, d'uns 240 metres quadrats, després d'una aportació de la Generalitat de més de 200.000 euros.
L'any 2018, després de dos anys realitzant gestions per poder obrir el centre cívic, el projecte de reforma i rehabilitació es desencallà. L'estudi RCR va presentar una nova proposta d'adequació de l'edifici per un import de 650.000 euros. La nova proposta es va dur a terme amb la col·laboració de Clusells Enginyeria i el consorci Sigma. El cost hauria de ser assumit a parts iguals entre RCR, l'Ajuntament de Riudaura i la Diputació de Girona.

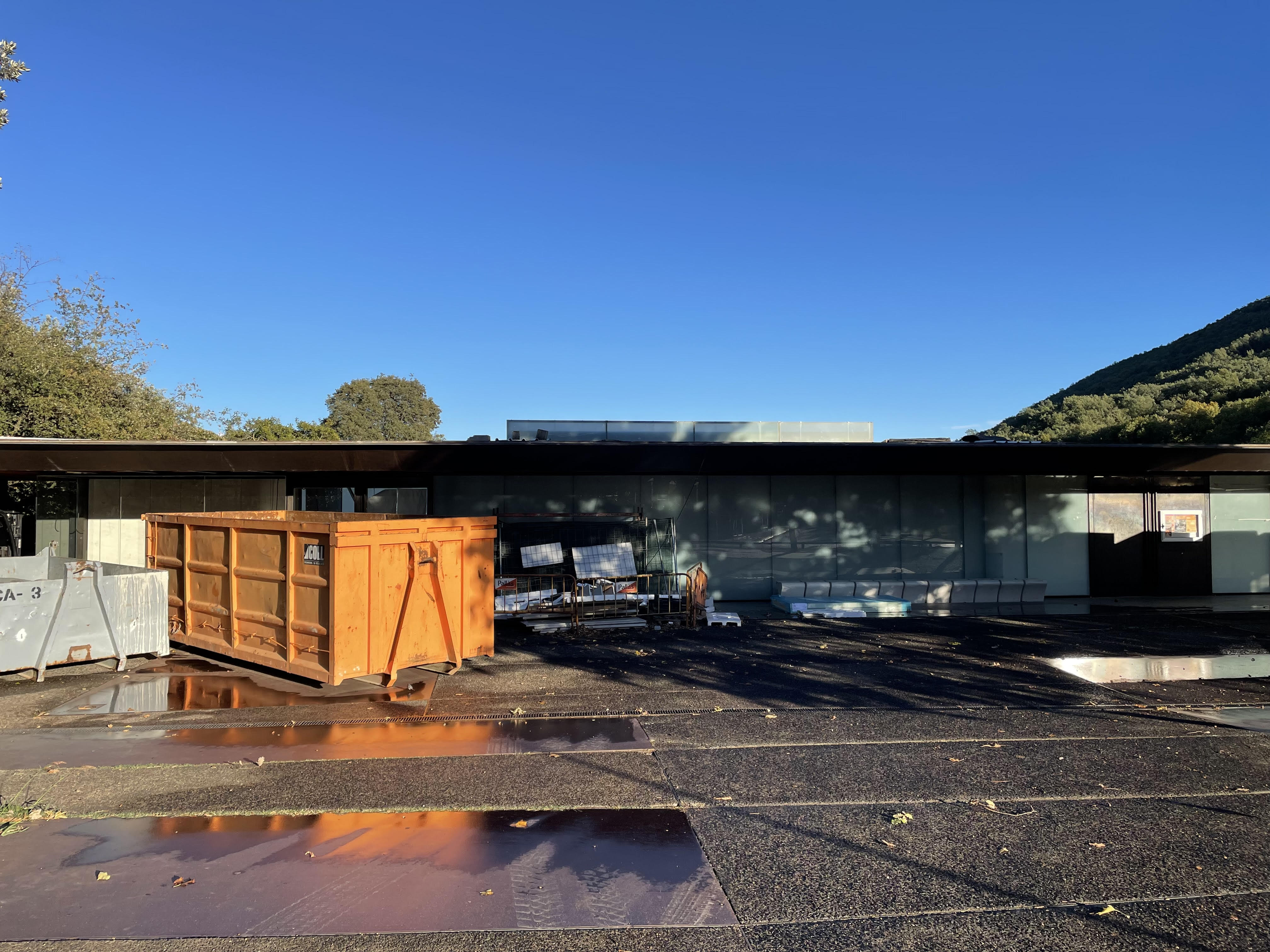
Obres de restauració del centre cívic

El 2019 es va fer una consulta popular no vinculant al municipi, per veure si hi havia suport dels veïns per tirar endavant la proposta de reforma. La consulta va tenir 135 vots (el 34,4% del cens), amb un 52% de vots favorables a la reforma i un 47% de contraris. La proposta de renovació actual preveu millores a la teulada, aïllaments, ignifugació, circuit elèctric i climatització, i que les obres finalitzin el segon semestre de 2023. Es preveu que la sala inferior quedi com a sala polivalent i a la part superior hi hauria d'anar una zona de bar, una sala d'auditori i una zona de coworking. Les obres van començar finalment la tardor de 2022.